# Parafia św. Marka Ewangelisty w Siedlątkowie
Parafia Świętego Marka Ewangelisty w Siedlątkowie – parafia rzymskokatolicka, znajdująca się w diecezji włocławskiej, w dekanacie dobrskim. 
Parafia w Siedlątkowie jest najmniejszą parafią w Polsce i liczba jej wiernych wynosi około 150.
W skład parafii wchodzą wsie Łyszkowice, Księża Wólka oraz Siedlątków. Parafię utworzono w 1642 roku z części parafii św. Katarzyny w Pęczniewie, w 1882 roku stała się jej filią. Ponownie usamodzielniła się w 1958 roku.

## Duszpasterze
- proboszcz ks. Grzegorz Czaja (od 1998)[1]

## Kościoły
- kościół parafialny pw. św. Marka Ewangelisty w Siedlątkowie[3]